# Gerecs János

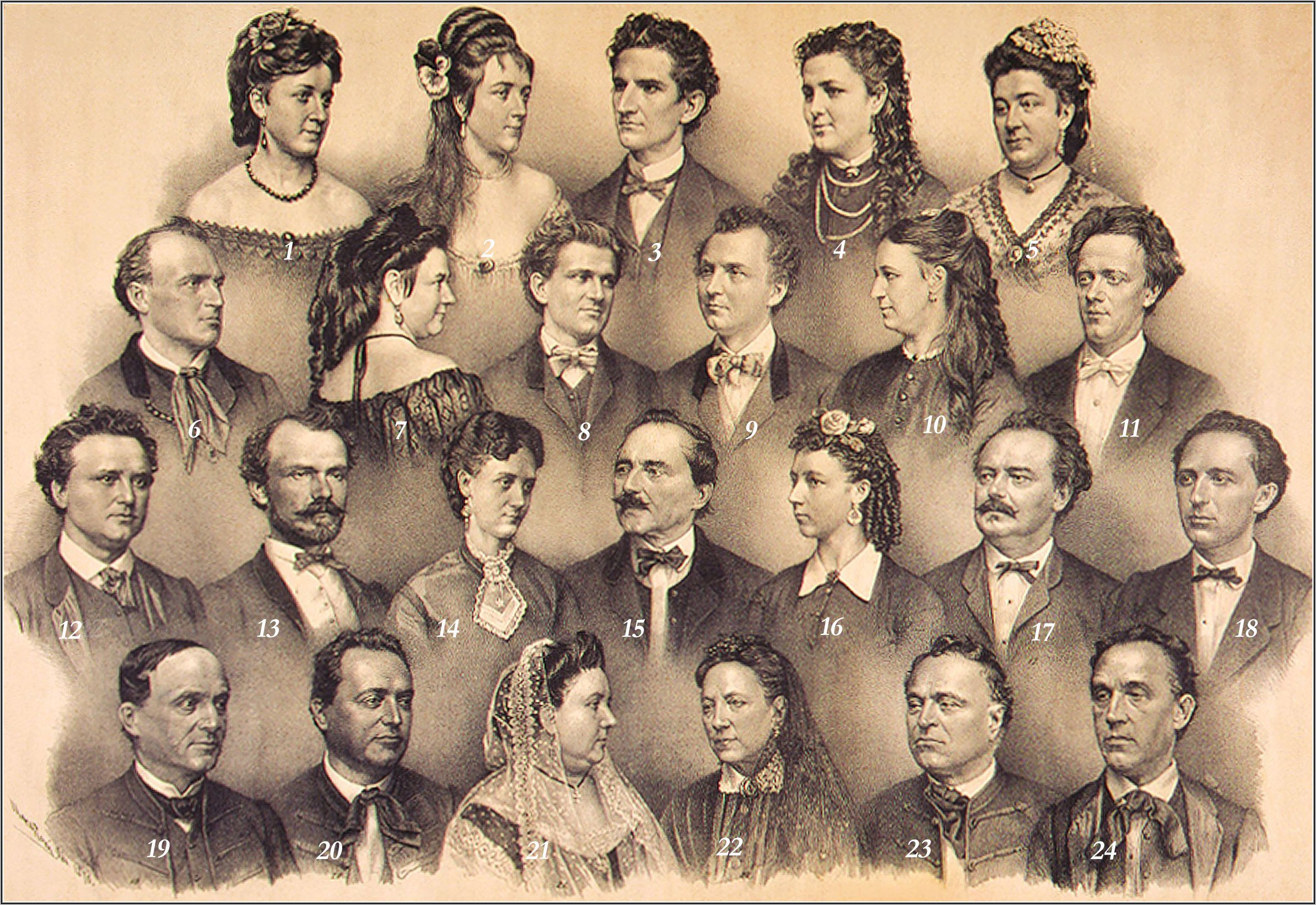
Az 1870-es debreceni színtársulatról készített tablón sorrendben a következő színészek láthatók: 1. Szakáll Róza (1848–1926); 2. Tannerné Szabó Róza, később Erkel Sándorné (1850–1922); 3. Bercsényi Béla (1844–1901); 4. Blaha Lujza (1850–1926); 5. Mándoky Béláné [Presly] Morzsai Emma (1844–1923); 6. Rónai Gyula (1828–1874); 7. Hetényi Laura, Molnárné (1830–1874); 8. Mándoky Béla (1839–1918); 9. Együd István (1838–1882); 10. Dalnoki Béniné, Konti Fáni (1842–1908); 11. Vízvári Gyula (1841–1908); 12. Gerecs János (1843–1910); 13. Dalfi Lőrinc; 14. Takács Emese, Bercsényiné (1847–1914); 15. Szabó József (1814–1875); 16. Szomolnoki Erzsi, Balla Istvánné; 17. Tanner István (1828–1878); 18. Dalnoki Béni (1838–1914); 19. Foltényi Vilmos (1820–1905); 20. Zöldi Miklós (1821–1876); 21. Foltényiné, Szákfy-Szabó Amália (1830–1901); 22. Zöldiné Szabó Julianna (1812–1886); 23. Dózsa József (1815–1886); 24. Philippovits István (1822–1885)

Gerecs János (Izsák, 1843. szeptember 4. – Nagykáta, 1910. december 14.) énekes-színész. Melles Liszka férje.

## Életútja
Apja Gerecs István. 1858-tól mint segédkántor működött Hódmezővásárhelyen. Színpadra lépett 1858. szeptember 1-én, Havi Mihálynál, aki felfigyelt a zenei tehetségére. Innen Kolozsvárra ment, ahol 1875-ig működött. Közben megfordult Aradon (1860. őszén), tavaszra Takács Ádám igazgatónál játszott, innen Reszler István hívta meg a debreceni színházhoz, ahol mint operai hőstenor kiváló hírnévre tett szert. 1866-ban Szabó Józsefhez szerződött, de miután ez a társulat Veszprémben feloszlott, lemondott a színipályáról és a veszprémi székesegyházban énekes lett. 1867-ben újra színész lett, Debrecenben. Feleségével, Melles Liszkával a pozsonyi Német Színházban is hatalmas sikert aratott. De a küzdést megunván, 1878. július havában végleg lemondott a pályáról, miután a Pest-Pilis-Solt-Kiskun vármegyei Nagykátán kántornak választották meg. 1910-ben hunyt el özvegyen.

## Fontosabb szerepei
- Laci (Szigeti József: A vén bakancsos és fia, a huszár)
- Gyuri (Szigligeti Ede: A cigány)
- Gondos Pista (Szigligeti E.: Dalos Pista)
- Podogvári Lázár, Gyula (Doppler Ferenc: Ilka)
- Falsacappa, rablóvezér (Offenbach: Rablók)
- Harry (Carlo Barbieri: Utazás Chinába)
- Corentin (Meyerbeer: Dinorah)
- Etienne (Charlotte Birch-Pfeiffer(wd): A tücsök)
- Ottokar (Weber: A bűvös vadász)
- Flavius (Bellini: Norma (opera)|Norma)
- Petruccio (Gaetano Donizetti: Borgia Lucretia)
- Don Ricardo (Verdi: Ernani)
- Pygmaleon (Franz von Suppé: A szép Galathea)
- Alphonzo (Ferdinand Hérold zenéje, Mélesville(wd) szövegkönyve, Zampa)

## Működési adatai
1857–60: Kolozsvár; 1860–61: Arad; 1862–63: Debrecen; 1863–65: Kassa; 1865–66: Győr; 1868–73: Debrecen, Nagyvárad; 1873–75: Kolozsvár; 1875–76: Debrecen; 1876–77: Pozsony; 1877–78: Kassa.